# Politique de produit
Pour les articles homonymes, voir Produit.
 (juillet 2012).
Si vous disposez d'ouvrages ou d'articles de référence ou si vous connaissez des sites web de qualité traitant du thème abordé ici, merci de compléter l'article en donnant les références utiles à sa vérifiabilité et en les liant à la section « Notes et références ».

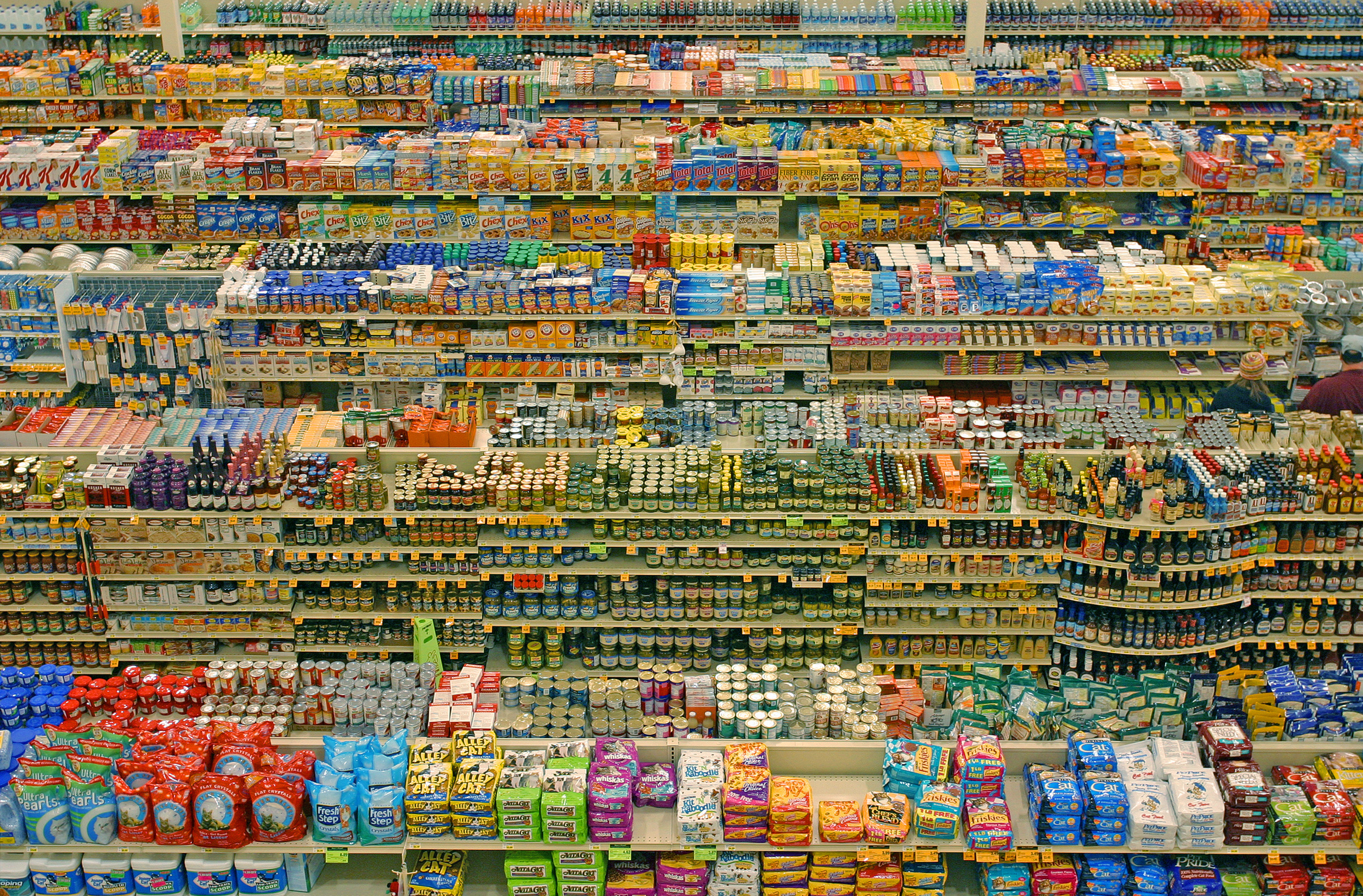
Intérieur d'un supermarché Fred Mayer dans l'Oregon en 2004.

La politique de produit (aussi appelée stratégie produit) est une des composantes du marketing mix qui désigne l'activité de définition, d'adaptation, de spécification, de différenciation et plus généralement de tarification des biens et des services au sens le plus large possible des courants composants l'offre d'une entreprise.
La plupart des produits sont des services. On parle par exemple de « produits bancaires », « produits-voyages », « produits culturels », etc.
La politique de produit (ou marketing produit) d'une entreprise s'inscrit à l'intérieur d'une stratégie marketing, déterminée en amont, qui a vocation à encadrer l'ensemble des politiques, dont l'offre de produits. Elle concourt — au même titre que les autres éléments du marketing mix, que sont par exemple la politique de distribution, la politique de communication et la politique de prix — à « fixer l'ensemble des variables qui caractérisent l'offre faite aux consommateurs potentiels ».

## Enjeux

### Définition
Le produit correspond de la part de son offreur à la promesse d'obtenir un certain résultat et symétriquement, de la part de l'acheteur, à une attente de résultat. Cette promesse est concrétisée par l'offre d'un objet (le produit) ou d'une prestation (le service), voire une combinaison de ces deux éléments.
Produits et services comportent des attributs évidents ou cachés portés aussi bien par : 
- un concept de base (le besoin ou la palette des besoins auxquels il est censé répondre) ;
- des fonctionnalités (l'action qu'il permet, la palette des usages qu'il autorise) ;
- des spécificités physiques (volume, poids, format, conditionnement-présentation, etc.).

La promesse faite de répondre et satisfaire un besoin implique généralement un prix à payer par l'acheteur ou par l'utilisateur.

### Une somme de bénéfices
Le produit est censé apporter une palette de bénéfices au consommateur potentiel : économiques, pratiques, psychologiques, sociologiques, etc. Il ne peut être réduit à un seul ou une partie de ces éléments sous peine d'être en décalage avec la demande effective.
Pour ce faire, il est recommandé de distinguer en première analyse : 
1. Les produits destinés aux personnes qui sont échangés à l'occasion d'une relation : « fournisseur / consommateur final » (dite aussi « Business to consumer », en abrégé BtoC). Ce peuvent être des biens de consommation ou des services, soit des biens d'équipement destinés aux particuliers ;
2. Les produits destinés aux entreprises qui sont échangés à l'occasion d'une relation : « fournisseur / consommateur intermédiaire » (dite aussi « Business to Business », en abrégé BtoB). Ce peuvent être des biens de consommation ou des services, soit des biens d'équipement à usage professionnel.

D'autres niveaux d'analyse peuvent s'avérer utiles, sinon nécessaires. À titre d'exemple, on peut citer les réflexions spécifiques concernant :
- une éventuelle segmentation des produits selon l'usage présumé du produit et/ou le type d'acheteur/utilisateur potentiel ;
- la représentation intellectuelle, technique et affective du produit tracée par l'opinion et/ou l'image reçues et véhiculées par la clientèle.

### Cycle de vie
Tout produit a une vie propre qui s'inscrit dans un cycle d'utilisation allant « du berceau jusqu'à la tombe » et dans un cycle de vie « Lancement, croissance, maturité, déclin ». Cette insertion ne doit pas seulement être accompagnée, elle doit être prévue.

### Contexte
Tout produit/service offert ne peut être apprécié correctement de façon isolée et doit être positionné dans un contexte réel actuel (et autant que possible prévisionnel) :
- mise en perspective dans le cadre de l'état de l'Art de l'activité ;
- mise en perspective face à la situation concurrentielle (benchmarking) ;
- positionnement et évolution prévisible dans l'offre et la gamme de produits de l'Entreprise.

## Dimensions constitutives du produit

### Définition
Les « dimensions du produit » sont les paramètres de l'action marketing. Pour présenter de manière simplifiée l'approche produit, différentes voies d'abord sont utilisées :
- une logique tridimensionnelle du produit, à savoir la « dimension concrète », la « dimension fonctionnelle » et la « dimension psychologique ». Cette segmentation a pour mérite d'adresser des leviers opérationnels et concrets en lien avec la stratégie élaborée par l'entreprise ;
- la « logique C.A.B », qui distingue trois niveaux de réflexion et de décision : les caractéristiques du produit, ses avantages et les bénéfices qu'il procure ;
- la logique définie par la Matrice d'Abell, qui distingue les publics auxquels s'adresse le produit, les fonctionnalités apportées par le produit, les technologies (méthodologie ou façon de procéder) mises en œuvre pour apporter les fonctionnalités attendues au(x) client(s) visé(s).

### Dimensions communes à tous les produits

#### Matérielle
La « dimension matérielle » (ou concrète) recouvre ce qu'est réellement et objectivement le produit ou le service : ses caractéristiques de dimension, de poids, d'encombrement, le ou les matériaux utilisés, les ingrédients entrant dans la composition du produit, le type et la quantité d'énergie requise pour le faire fonctionner, etc.

#### Fonctionnelle
La « dimension fonctionnelle » (ou d'usage) du produit ou service correspond à ce que l'acheteur veut en faire, ce à quoi il sert. Il s'agit de tous les aspects permettant de répondre aux besoins des consommateurs : le produit lui-même, les services qui l'accompagnent, etc.
Les utilisations favorites et les utilisateurs principaux ne sont pas toujours ce que les créateurs du produit ont imaginé. Cela peut conduire à revoir les modes de distribution et de promotion, voire la conception même, du produit.

#### Image
La « dimension psychologique » (psychologique ou psycho-sociologique) du produit ou service est la représentation mentale (l'image de marque) de ce que l'on pense de celui-ci. Pour certains produits (produits de luxe par exemple) les caractéristiques d'image ont un poids majeur. Cette dimension, tout aussi importante si ce n'est plus que les autres, est beaucoup plus difficile à cerner et à faire évoluer.

### Dimensions spécifiques à certains produits

#### Services associés
Un produit doit s'envisager comme un « produit étendu » par :
- les services de préparation de l'achat (accueil, prise en charge, information sur l'offre, conseil à l'achat) ;
- les services de facilitation de la transaction (prise de commande et réservation (EDI), facturation, paiement) ;
- les services après vente (réassurance, livraison, installation et formation à l'utilisation, maintenance, réclamation, fidélisation).

Ces services sont une dimension intimement liée au produit, et donc à ne pas sous estimer dans un choix opérationnel d'adaptation du produit à la stratégie marketing.

#### Identité sensorielle
« L'identité sensorielle » (notion de prégnance) d'un produit est parfois une dimension importante. Il y a forte prégnance lorsque le consommateur s’attend à trouver face à un produit un élément sensoriel (odeur, couleur, texture, bruit, etc.) sans lequel il va douter de l’efficacité ou de l’identité même du produit (exemples : menthe = verte et fraise = rouge).

#### Design
Le design du produit et celui de sa présentation au client (packaging) est une dimension importante de l'image qu'il projette. Ce design peut avoir une fonction technique.

#### Produit blanc / brun / gris
Certaines références à l'imaginaire du produit ne doivent pas être oubliées.
Pour les équipements de la maison (électroménager ou électrodomestique) :
- les « produits blancs » regroupent le petit et le gros électroménager tels que les réfrigérateurs, machines à laver, fours à micro-ondes, cafetières et fers à repasser ;
- les « produits bruns » comprennent tous les appareils audio et vidéo, tels que les téléviseurs à écrans plats, lecteurs de DVD, lecteurs MP3 et les caméscopes ;
- les « produits gris » comprennent les produits de télécommunications et le multimédia : téléphones mobiles, tablettes, ordinateurs personnels, ordinateurs portables, appareils photos numériques, imprimantes, scanners, jeux vidéo et électronique grand public.

#### Produit banal et «anomal»
Un produit banal est un produit dont le coût de revient est faible, dont la fréquence d'achat est élevée et dont l'achat est souvent automatique ou semi-automatique (exemple : produits alimentaires). Le client recherche souvent un gain de temps et d'effort à l'acquisition de ce genre de produit.
Un produit anomal est un produit dont le coût de revient est élevé, la fréquence d'achat est donc relativement faible. L'achat est souvent réfléchi (exemples : ordinateur, œuvre d'art, les produits de luxe en général). Le client recherche souvent une information pertinente pour le guider avant d'initier la phase d'achat. Ceci implique la présence d'experts, d'étiquetage suffisant et d'outils de communication et de comparaison adaptés à la distribution de ce genre de produit.

## Exemples selon les secteurs

### Parfumerie
Un exemple simple est celui des parfums. On dit que la dimension matérielle du parfum est assez simple, mais celle psychologique du parfum est extrêmement compliquée : pourquoi préfère-t-on une odeur à une autre, qu'est-ce qui fait notre choix, pourquoi choisit-on une marque plutôt qu'une autre ? A tort ou à raison, l'acheteur considère qu'il exprime sa personnalité, son appartenance sociale, son statut, en achetant tel parfum plutôt que tel autre.
Il ne faut donc jamais négliger la dimension psychologique du produit dans la compréhension globale que l'on en a, car elle peut avoir une grande influence sur tout le marketing mix (marchéage).

### Entretien et hygiène
- Une « ménagère de moins de cinquante ans » pourra tenir volontairement à une lessive chère et peu efficace parce que son parfum — ou même éventuellement le nom de la marque — lui rappelle son enfance ;
- Entre deux barils de lessive de même poids, d'autres consommateurs ont tendance à choisir le moins cher, oubliant que la lessive ne s'utilise pas au poids, mais au volume. Le résultat est que certaines marques ont été jusqu'à introduire dans leurs barils 40 % d'« agents de pondération », des substances de pouvoir lavant nul, ne servant qu'à augmenter artificiellement le poids du baril, et, en fin de compte, fournir moins de lessive. La tendance à augmenter de plus en plus le rapport de volume, de poids et de prix entre emballage et contenu s'inscrit dans la même logique ;
- Des « lessiviers » ont eu plus tard l'idée de lancer des poudres débarrassées des agents de pondération : l'opération rencontra quelque succès, mais aussi une opposition de certaines ménagères, persuadées que « ces lessives plus puissantes usaient prématurément le linge ».

### Automobile
La valeur d'usage d'une voiture est liée au nombre de personnes qu'elle peut transporter, à son confort, aux caractéristiques de sécurité (freinage, tenue de route, etc.). En même temps, il s'agit manifestement d'un « produit d'image », qui exprime la personnalité du propriétaire, son appartenance sociale, son statut.

### Services financiers
Un placement ou un prêt peut se décrire concrètement : mode de versement et de remboursement, niveau et modalités de revenus ou de coût financier, etc. Sa dimension psychologique peut être l'appât du gain, la sensation de sécurité, le fait de pouvoir accéder à telle ou telle envie de dépense, etc.